# Philips PM5544

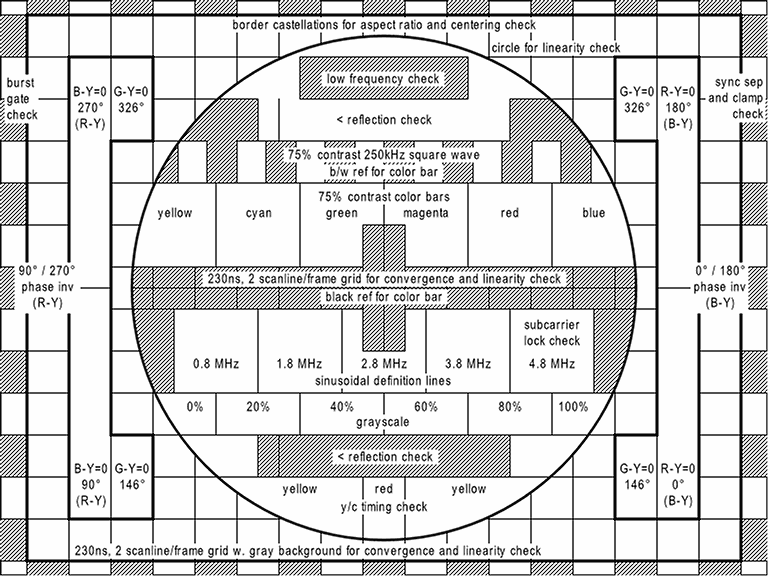
Komponenterna i PM5544-mönstret.

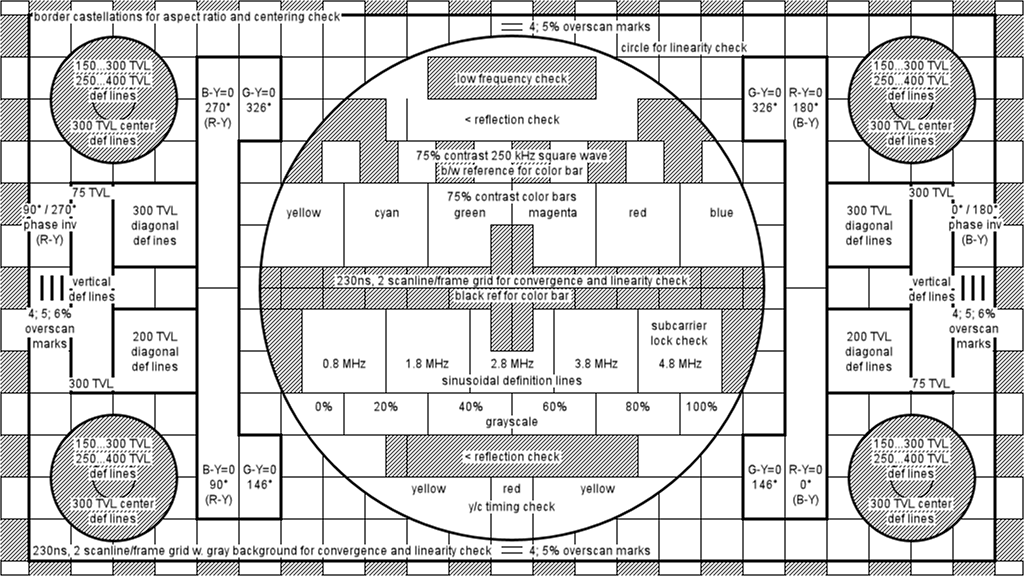
Komponenterna i PM5644-mönstret.

Philips PM5544 är en mönstergenerator för television, som oftast används för att ge TV-stationer en komplex testbild som vanligtvis går under namnet Philips-mönster eller PTV-cirkel.  Innehållet och layouten hos mönstret designades av ingenjör Finn Hendil i Philips TV laboratorium i Köpenhamn under ledning av chefsingenjören Erik Helmer Nielsen under åren 1966-67.  Utrustningen en PM5544 som genererar mönstret, byggdes av ingenjör Finn Hendil och hans grupp under åren 1968-1969 .  Sedan introduktionen av PM5544 under det tidiga 1970-talet har Philips mönstret blivit en av de mest använda testbilderna. Endast SMPTE blocken och BBC "Testkort F" kommer i närheten av dess användning.